# Развод по албански
Развод по албански е документален филм от 2007 година, на режисьорката Адела Пеева. Филмът е номиниран за най-добър документален филм на европейските кино награди през 2007.

## История
Внимание:  Текстът по-долу разкрива сюжета на произведението (или части от него)!
Историята разказва за съдбите на трима албанци, женени за чужденки през времето на режима на Енвер Ходжа в Албания: за наследството от миналото, за преживяванията по лагерите и срещата на потърпевшите с техните палачи.

## Участия и награди
- Номинация на Европейската филмова академия за най-добър документален филм на 2007 – Prix Arte
- Специална награда на журито на фестивала на българския неигрален филм „Златен ритон“
- Фестивал на изкуствата „Аполония“ – Созопол
- международен телевизионен фестивал „Златната ракла“ – Награда за документален филм
- Международен фестивал „Астра“ – Румъния
- „Киномания“ – София
- Международен фестивал на документалното кино – Амстердам
- Международен филмов фестивал – Маями